# Зязиков, Мурат Магометович
Мура́т Магоме́тович Зя́зиков (ингуш. Заьзганаькъан Мухьаммада Мурад, по отцу Мурат Магометович Боров, Зязиков — фамилия по матери; род. 10 сентября 1957, Ош, Киргизская ССР, СССР) — советский и российский деятель органов государственной безопасности, российский государственный и политический деятель, дипломат. Чрезвычайный и полномочный посол Российской Федерации на Кипре с 12 сентября 2022.
Президент Республики Ингушетия с 23 мая 2002 по 30 октября 2008. Советник президента Российской Федерации по вопросам казачества с 31 октября 2008 по 26 января 2012. Генерал-лейтенант. Доктор философских наук. Чрезвычайный и полномочный посол (9 февраля 2023).

## Биография
Окончил исторический факультет Чечено-Ингушского государственного университета имени Л. Н. Толстого в 1980 году и Южно-Российский гуманитарный институт по специальности «Юриспруденция».
С 1980 по 1981 — инструктор Назрановского райкома партии Чечено-Ингушской АССР.
С 1981 по 1983 — проходил срочную службу в рядах Вооруженных Сил СССР.
В 1984 — окончил Высшие курсы КГБ СССР в Минске.
С 1984 по 1992 год — работал на различных оперативных и руководящих должностях в органах Комитета государственной безопасности Чечено-Ингушской АССР.
С 1992 по 1996 год — заместитель министра безопасности, заместитель начальника Управления Федеральной службы безопасности Российской Федерации по Республике Ингушетия и одновременно — секретарь Совета Безопасности Республики Ингушетия.
С 1996 по 2002 год — заместитель начальника Управления ФСБ России по Астраханской области. Работая в этой должности, одновременно являлся членом комиссии Совета Федерации Федерального Собрания Российской Федерации по проблемам Северного Кавказа.
С января по апрель 2002 года — заместитель полномочного представителя президента Российской Федерации в Южном федеральном округе.
28 апреля 2002 народом Ингушетии на альтернативной основе (8 кандидатов) избран Президентом Республики Ингушетия. Итоги выборов вызвали широкий общественный протест в республике; СМИ указывали на многочисленные нарушения и фальсификации в процессе голосования.
За несколько дней до выборов был незаконно отстранен основной претендент на пост главы республики Хамзат Гуцериев. Верховный суд России 5 апреля 2002 года решил, что Хамзат Гуцериев не имел права вести предвыборную агитацию с момента начала кампании до своей отставки с поста главы МВД, не уйдя в предвыборный отпуск. В середине марта право Гуцериева на участие в выборах должен был подтвердить Верховный суд Республики Ингушетия, однако 3 апреля, когда судьи этой инстанции уже удалились для вынесения решения, дело по требованию Верховного суда России было изъято из ингушского суда и переправлено в Москву. В параллельном процессе возможность Гуцериева участвовать в выборах подтвердил Конституционный суд РФ, однако это решение было проигнорировано избирательными органами республики и ЦИК, и Гуцериев не смог противостоять Зязикову на выборах.
Первый тур выборов президента Ингушетии с большим отрывом выиграл Алихан Амирханов, набрав 33 % голосов. За Зязикова было отдано 19 % голосов избирателей. По словам экс-президента Ингушетии Руслана Аушева, после итогов первого тура выборов поддерживающие Зязикова политические силы стали оказывать значительное давление на его конкурентов.
Во время второго тура выборов СМИ сообщали о массовом вбросе бюллетеней, о блокировании ОМОНом избирательных участков в тех районах, где в первом туре победил Амирханов, из-за чего люди не имели возможности проголосовать за него во втором туре, тем, кому все же удавалось пробиться в помещения для голосования, выдавали бюллетени с проставленной галочкой против фамилии кандидата Зязикова. Кроме того, резко увеличилось количество зарегистрированных избирателей со 120 тыс. в первом туре до 146 тыс. во втором. Издание «Коммерсантъ-Власть» писало: «К урнам беспрепятственно допускались лишь те избиратели, у которых в паспортах имелась голографическая наклейка, означающая, что её обладатель является сторонником генерала Зязикова». По информации издания в ночь голосования система ГАС «Выборы» не принимала результатов, поскольку вброшенных бюллетеней оказалось слишком много. В итоге проигравший первый тур Зязиков во втором туре все-таки смог получить необходимое число голосов (53,3 %, против 43,9 % Амирханова).
С июня 2002 по октябрь 2008— член Государственного совета Российской Федерации.
С 2003 года — вице-президент Общероссийского общественного движения «Одарённые дети — будущее России».
С октября 2003 года — председатель Ассоциации экономического взаимодействия субъектов Российской Федерации Южного федерального округа «Северный Кавказ».
В апреле 2004 года на него было совершено покушение. Террорист-смертник подорвал «Жигули» вблизи кортежа политика. Зязиков при этом получил лёгкие ранения.
С 19 июля 2004 по 16 марта 2005 — член президиума Государственного совета Российской Федерации.
В 2005—2008 годах — по представлению президента Российской Федерации В. В. Путина Народным собранием Республики Ингушетия наделён полномочиями президента Республики Ингушетия.
В 2008—2012 годах — советник президента Российской Федерации.
С октября 2012 года — заместитель полномочного представителя президента Российской Федерации в Центральном федеральном округе.
С 2013 года входит в состав Совета по делам казачества при Президенте Российской Федерации, в президиум Совета, возглавляет экспертно-консультативную комиссию.
Решением Совета депутатов города Грозного от 24 июля 2014 года № 41 за заслуги в укреплении межнациональных отношений в г. Грозном именем М. М. Зязикова названа улица.
В 2015 году Союзом писателей России награждён дипломом литературно-общественной премии «Герой нашего времени» с вручением ордена «М. Ю. Лермонтов» за беззаветное служение на благо великой России, отмечен дипломом Союза писателей России «За верность русскому слову».
Руководителем Администрации Президента Российской Федерации в 2015 году объявлена Благодарность за активное участие в подготовке и проведении мероприятий, связанных с празднованием 70-летия Победы в Великой Отечественной войне 1941—1945 годов.
С 12 сентября 2022 года — чрезвычайный и полномочный посол Российской Федерации в Республике Кипр.

## Научная деятельность
Член Союза писателей России. Доктор философских наук, автор более 40 научных работ по международному молодёжному движению и традиционной культуре народов Северного Кавказа, опубликованных в России и за рубежом.
Научные интересы: традиционная культура ингушского народа, этноконцепты национальных культур народов Северного Кавказа.

## Семья

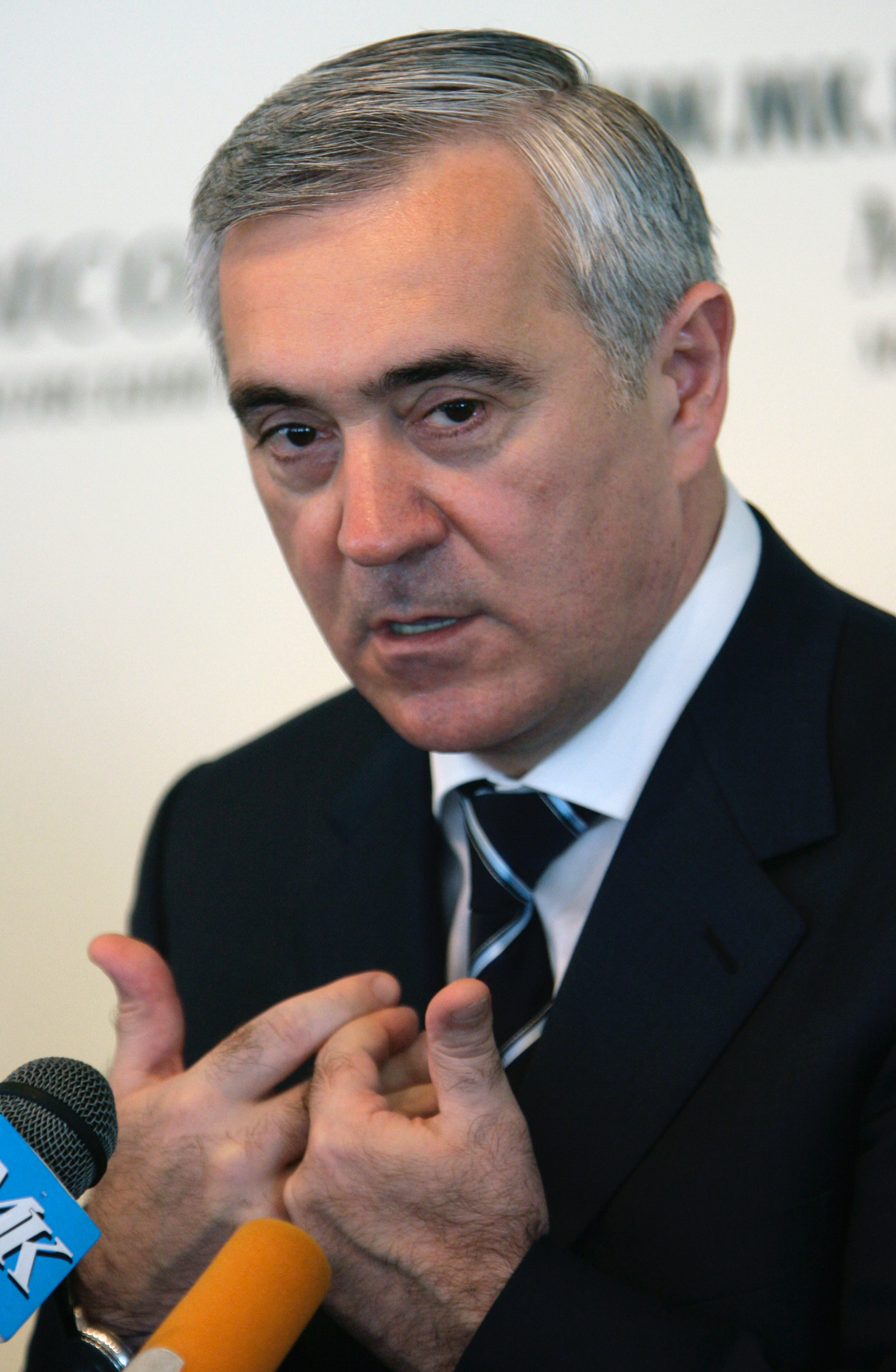
Зязиков в 2007 году

Жена — Луиза Магомедовна Зязикова (Чахкиева). Дети — сыновья: Магомет, Асланбек и Михаил.
Зязиков является свояком нынешнего главы Ингушетии Махмуда-Али Калиматова, возглавляющего республику с 2019 года, они женаты на сёстрах.

## Обвинения в связи с гибельюМ. Я. Евлоева
Гибель в Назрани 31 августа 2008 года вследствие огнестрельного ранения в голову при задержании Магомеда Евлоева вызвала обвинения со стороны ингушской оппозиции и правозащитников в преднамеренном убийстве. Некоторые оппозиционеры и родственники погибшего прямо обвинили Зязикова в организации убийства Евлоева и потребовали его отставки и ареста.
31 августа 2008 года ингушские оппозиционеры заявили, что если федеральные власти не предпримут решительных мер по раскрытию убийства и наказанию виновных, то они обратятся к мировой общественности с просьбой «отсоединить Ингушетию от России».
Митинг около ста человек, начавшийся в Назрани утром 2 сентября 2008 года, на котором звучали требования об отставке Мурата Зязикова и возвращении в республику бывшего президента Руслана Аушева, был разогнан с применением силы. Оставшихся 10 — 15 человек митингующих в 4 утра разогнали с применением спецтехники.
Журнал «Русский Newsweek» от 8 сентября 2008 года полагал: «Для президента республики Мурата Зязикова дело оппозиционера Евлоева становится такой же роковой точкой, какой для украинского президента Леонида Кучмы в своё время стала смерть журналиста Георгия Гонгадзе».
30 октября 2008 года Зязиков был отправлен в отставку решением Президента России. Временно исполняющим обязанности Президента Республики Ингушетия был назначен Юнус-Бек Евкуров.

## Роль в трагических событиях в Беслане. Обвинения в трусости
1 сентября 2004 года, захватив школу в Беслане, террористы потребовали вызвать на переговоры президента Северной Осетии Александра Дзасохова, главу Ингушетии Мурата Зязикова и детского врача Леонида Рошаля (скорее всего, речь шла о Владимире Рушайло). Как признавался единственный выживший в теракте боевик, если бы в школу пришли президенты Северной Осетии и Ингушетии, террористы отпустили бы 300 заложников. «Я слышал, как Полковник разговаривал с кем-то по телефону и сказал, что у него есть приказ, если придут Дзасохов или Зязиков, он может отпустить за каждого из них по 150 человек», — утверждает Нурпаша Кулаев.
Через 20 минут после передачи записки от террористов президент Дзасохов и председатель правительства республики Михаил Шаталов прибыли к захваченной боевиками школе. Зязиков был единственным человеком из списка, которого все эти дни не могли найти.
Позднее в интервью «Московскому комсомольцу» от сентября того же года Зязиков оправдывался: «Я выразил свою поддержку и предложил свои услуги. Я сделал все, что было в моих силах. Никто не ожидал такого пути развития. И я был бы задействован, если бы не произошло этой ужасной ошибки, этих взрывов, стрельбы. Я был готов, но решения принимаю не я. За мной народ, а решения за штабом».
Елена Милашина, редактор отдела спецпроектов «Новой газеты», специализирующаяся на расследовании теракта, считает, что Зязиков исчез, потому что испугался. Этой же позиции придерживается бывший президент Ингушетии Руслан Аушев. В интервью, посвященному пятнадцатилетию захвата школы в Беслане, он заявил следующее: «Не знаю [почему Дзасохов и Зязиков не пошли в захваченную школу]. Дзасохов мне сказал, что ему запретили заходить. А Зязиков исчез. Одним словом, трус». В интервью журналисту Юрию Дудю Аушев, Милашина и другие участники событий того времени подтверждают эту версию. Обвинения Зязикова в трусости поддержала также в своей статье «Мир нужен хижинам, а война — дворцам» журналистка Анна Политковская.
Руслан Аушев стал единственным переговорщиком, который сумел войти в захваченную школу и вывести с собой 26 заложников.

## Награды
- Медали «За безупречную воинскую службу»;
- Юбилейная медаль «70 лет Вооружённых Сил СССР» (1988);
- Медаль «За укрепление боевого содружества»;
- Медаль «200 лет МВД России» (2002);
- Медаль «60 лет Победы в Великой Отечественной войне 1941—1945 гг.» — за активное участие в патриотическом воспитании граждан и большой вклад в подготовку и проведение юбилея Победы;
- Благодарность президента Российской Федерации (2015) — за активное участие в подготовке и проведении мероприятий, связанных с празднованием 70-летия Победы в Великой Отечественной войне 1941–1945 годов;
- Орден Мужества (1997, 2000) — за большой вклад в гуманитарную деятельность (по представлению Совета Федерации Федерального собрания Российской Федерации);
- Орден «За заслуги перед Отечеством» IV степени (20 декабря 2004) — за большой вклад в укрепление российской государственности и многолетнюю добросовестную работу[40];
- Орден «За заслуги перед Отечеством» III степени (23 февраля 2008) — за большой вклад в социально-экономическое развитие республики и многолетнюю плодотворную работу[41];
- Орден Александра Невского (28 декабря 2016) — за большой вклад в обеспечение деятельности Администрации Президента Российской Федерации и многолетнюю добросовестную работу[42];
- Орден Почёта (21 декабря 2023) — за большой вклад в реализацию внешнеполитического курса Российской Федерации и многолетнюю добросовестную работу[43];
- Почётная грамота Президента Российской Федерации (13 февраля 2025) — за вклад в реализацию внешнеполитического курса Российской Федерации[44];
- «Золотой знак отличия» (ООН) — за значительный вклад в решение гуманитарных проблем на Северном Кавказе, оказание огромной помощи десяткам тысяч внутриперемещенных граждан, находящихся на территории Ингушетии и активную поддержку международных проектов Организации Объединённых Наций.

Конфессиональные
- Орден Преподобного Сергия Радонежского II степени (2006, РПЦ);
- Орден «Аль-Фахр» I степени (2007, Совет муфтиев России — за значительный вклад в дело укрепления межконфессионального и межнационального мира и согласия в обществе, за поддержку программ, направленных на развитие духовно-нравственных и гуманных ценностей ислама, развитие дружбы между народами многонациональной и многоконфессиональной России.

Почётные звания
- Почётный гражданин Назрани и Мценска;
- Почётный гражданин города Грозного (10 сентября 2010)[45];
- Улица имени М. М. Зязикова в Грозном (24 июля 2014) — за заслуги в укреплении межнациональных отношений[46].

Общественные награды
- Национальная премия «Лучшие губернаторы и главы республик России» (Экспертный совет Русского биографического института совместно с Московским Патриархатом Русской Православной Церкви) — за большие достижения в области социально-экономического, культурного строительства и укрепление межнациональных отношений по итогам 2004 года;
- Золотой орден «Гордость России» (Благотворительный Фонд «Гордость Отечества» и Международная академия духовного единства народов мира, июль 2006) — за огромную организаторскую работу на посту Президента Республики, многолетнее служение на благо Отчизны, поддержку целостности Российской Федерации, обеспечение комплекса мер по подъёму экономики региона и созданию новых рабочих мест;
- Почётный знак № 1 (Президиум Ассоциации учителей «Граждановедения») — за выдающийся вклад в воспитание граждан новой России.

Учреждённые так называемой «Академией проблем безопасности, обороны и правопорядка» (АБОП), членом которой он является:
- Орден Петра Великого I степени (март 2004) — за выдающиеся заслуги и большой личный вклад в развитие и укрепление Государства Российского;
- Золотой орден мецената (ноябрь 2004) — за заслуги в деле возрождения славных традиций российской благотворительности;
- Орден «Великая победа» — за выдающиеся заслуги и большой личный вклад в укрепление Государства Российского и в связи с 60-летием Великой Победы.